# 삼성 갤럭시 탭 7.7
삼성 갤럭시 탭 7.7(Samsung GALAXY Tab 7.7)는 삼성전자가 2011년 1월 13일에 출시한 안드로이드 태블릿 컴퓨터이다.

## 외형
뒷면은 마그네슘으로 유니바디로 만들었다.

## 디스플레이
갤럭시 탭 7.7은 갤럭시 탭 시리즈에서 최초로 TFT LCD 계열이 아닌 AM OLED계열의 디스플레이를 적용시킨 제품으로, AM OLED기술의 발전으로 7인치 이상의 대화면에서도 탑재 할 수 있게 되었다.

## 안드로이드4.0 아이스크림 샌드위치업그레이드
2012년 7월 17일 영국 안드로이드 4.0.4 아이스크림 샌드위치로의 업그레이드가 시작되었다.

## 안드로이드4.1 젤리빈업그레이드
2013년 5월 10일 말레이시아, 베트남, 싱가포르, 인도네시아, 태국, 필리핀에서 GT-P6800 모델을 시작으로 안드로이드 4.1.2 젤리빈으로의 업그레이드가 시작되었다.
주요 개선점은 다음과 같다.
- 프로젝트 버터 적용
- 팝업 플레이, 스마트 스테이 기능 추가
- 두개의 홈스크린 모드 (기본모드, 이지모드)
- 많은 알림 토글과 새로운 알림창
- 구글 나우 추가
- 차단모드 추가
- 잠금화면에 물결효과 추가
- 내추럴 화면 모드 추가
- 4세대 엑시노스 AP에서 발견된 보안문제 해결

## 특수 기능

### 구글 나우
4.1.2 젤리빈 업그레이드 때 추가된 기능이다.

### 팝업 플레이
동영상을 작은 팝업창 형태로 재생하는 기능으로, 동영상이 팝업창 형태로 떠 있는 동안에는 화면의 일부분만 점유하며, 다른 애플리케이션을 사용할 수 있다.
4.1.2 젤리빈 업그레이드 때 추가된 기능이다.

#### 스마트 스테이
앞면 카메라를 통해 사용자의 눈동자와 얼굴을 인식하여 사용 중일 때에는 디스플레이가 꺼지지 않도록 유지한다.
4.1.2 젤리빈 업그레이드 때 추가된 기능이다.

## LTE 변종
기존의 갤럭시 탭 7.7에서 LTE를 지원하는 모델이다.
퀄컴의 스냅드래곤 S3 APQ8060 AP (1.5 GHz 듀얼 코어 퀄컴 스콜피온 아키텍처 CPU + 퀄컴 아드레노 220 266 MHz GPU)가 장착되었으며, 대한민국, 미국, 캐나다에서 출시되었다. 단, 미국 버라이즌 모델은 표준모델과 동일하게 삼성전자 엑시노스 4210 AP가 탑재되었다.

## 경쟁 기종
- 아이패드 (3세대)
- 킨들 파이어 HD

## 같이 보기
- AM OLED
- 삼성 갤럭시 탭
- 삼성 갤럭시 탭 7.0 플러스
- 삼성 갤럭시 노트